# Rhinolophus darlingi
Rhinolophus darlingi е вид прилеп от семейство Подковоносови (Rhinolophidae). Видът не е застрашен от изчезване.

## Разпространение и местообитание
Разпространен е в Ангола, Ботсвана, Бурунди, Демократична република Конго, Замбия, Зимбабве, Кения, Малави, Мозамбик, Намибия, Свазиленд, Танзания и Южна Африка.
Обитава гористи местности, пещери и савани.

## Описание
Теглото им е около 8,9 g.